# Internationale Kulturtage der Stadt Dortmund

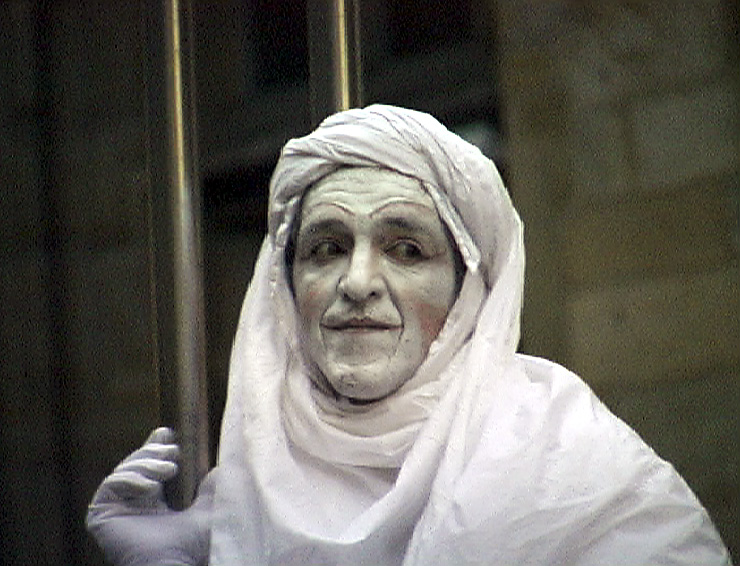
Straßentheater aus Frankreich: Inko`Nito: „Rêve d’Herbert“

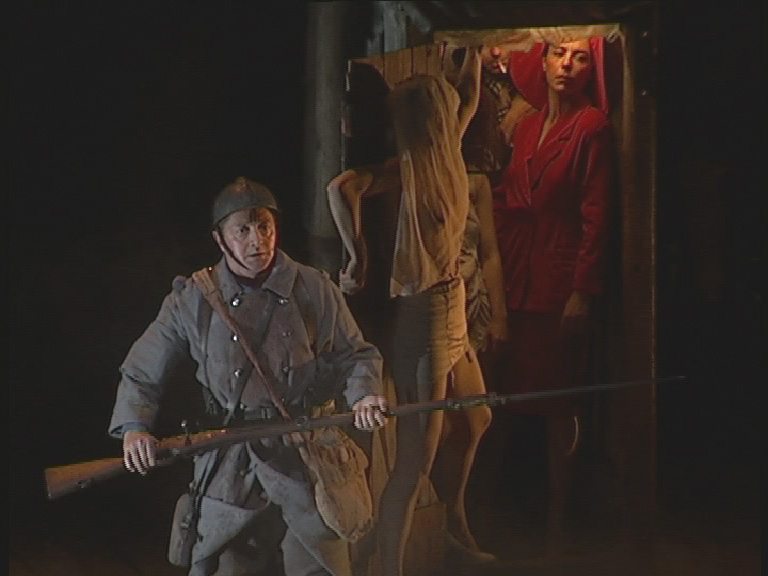
Théatre de la Mezzanine: „La Transhumance des Riens“

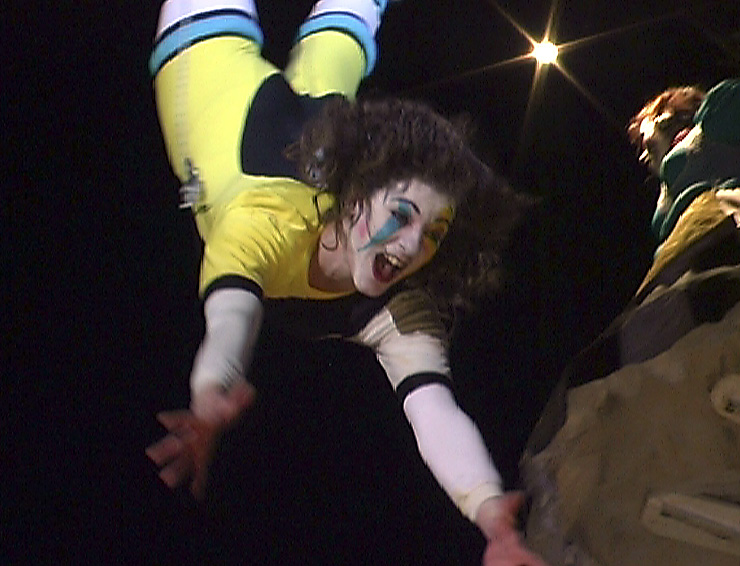
Transe Express: „Lâcher de Violons“

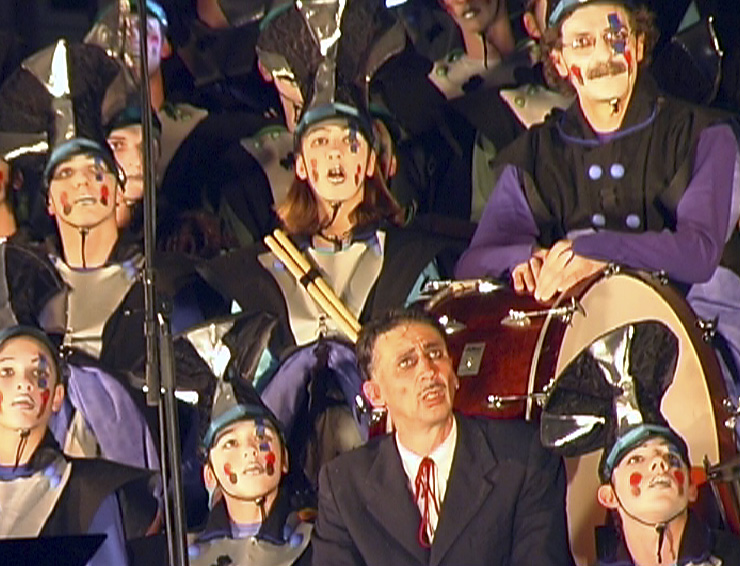
Transe Express: „Lâcher de Violons“

Die Internationalen Kulturtage der Stadt Dortmund sind eine Veranstaltungsreihe, in der seit 1957 ein Partnerland Künstler, Ausstellungen, Theater und Events präsentiert. Dabei wird jeweils ein umfangreiches Programm präsentiert vom Straßentheater über populäre Kultur bis hin zu Lesungen und Diskussionsveranstaltungen. Ein besonderer Schwerpunkt waren Events im öffentlichen Raum. Präsentiert wurden jeweils Künstler aus der Region um Dortmund und des Gastlandes.

## Geschichte
Die Gründung der Auslandskulturtage geht nach Luntowskis „Geschichte der Stadt Dortmund“ auf den damaligen Dortmunder Theaterintendanten Paul Walter Jacob zurück. Eine andere Quelle sei die Rheinisch-Westfälische Auslandsgesellschaft gewesen, die sich in Vorläuferorganisationen seit 1948 um die Auslandskulturarbeit kümmerte.

## Beispiel Kulturtage 2000 mit Frankreich
- Als Beispiel für die Gestaltung hier wesentliche Programmpunkte und Spielorte der Kulturtage 2000 mit Frankreich (französisch „Fête des Arts“):
- Reinoldi-Kirchplatz und  diverse Clubs: - Jazzfestival europhonics
- Hansa-Theater (heute Heimat des domicil): - Didier Lockwood & Antoine Hervé, Julien Loureau Groove Gang
- Domicil: - Ambitronix und Club-Session
- Hansa-Theater: - Michel Portal Quartett; L’Orchester de Contrebasses; Evasion; Cécile Verny Quartet; Regis Gizavo
- St. Petri-Kirchhof: - Akustic Petri
- Kulturbüro:  Ausstellung „Bewohnbare Schablone“ von Denis Pondruel
- Volkshochschule: „Deutsche Zustände“, Lesung mit Pascale Hugues
- Alter Markt: - Straßenmusik „Calypsocation“; Compagnie Les Passageres (Straßentheater); Zic Zazou und Zephyrologie (Straßenmusik); Transe Expess „Mobile Homme“ (Straßentheater); Transe Express „Lâcher de Violons“ (Straßentheater); Inko`Nito: „Rêve d’Herbert“ (Straßentheater)

- Keuning-Haus: Hip-Hop: - LS Kadrille, Bams, RAG, Koma Mobb, Riposte, Too Strong
- Friedensplatz: Hip-Hop Open-Air mit „Fettes Brot“ u. a.
- DASA: Ausstellungseröffnung „Transatlantique“
- Opernhaus: -Macadam (Hip-Hop Performance)
- Schauspielhaus: - Théâtre de la Mezzanine; Compagnie Francois Raffinot (Tanz)
- Künstlerhaus Sunderweg: - „La Cellule d’intervention“ von Metamkine(Musikinstallation)
- Museum für Kunst und Kulturgeschichte: - Ausstellung Cezanne, Manet, Schucht.

## Auslands-Kulturtage der Stadt Dortmund
1957 Schweden
1958 Italien
1959 Frankreich
1960 Benelux
1961 Großbritannien
1962 USA
1963 Dänemark
1964 Niederlande
1965 Schweden
1966 Italien
1967 Norwegen
1969 Großbritannien
1970 Frankreich
1971 Ungarn
1972 Dänemark
1973 Sowjetunion
1974 Niederlande
1975 Polen
1976 Griechenland
1977 Rumänien
1978 Jugoslawien
1979 Großbritannien
1980 Frankreich
1981 Italien
1983 Sowjetunion
1984 Spanien
1985 Finnland
1986 USA
1987 Ungarn
1989 Großbritannien

## Internationale Kulturtage der Stadt Dortmund
1992 Tschechien
1994 Italien
1996 Niederlande
1998 Dänemark
2000 Frankreich
2002 Großbritannien
2004 Schweiz
2006 baltische Länder